# Maria von Bredow
Maria Gertrud Amalie Anna Elisabeth Gräfin von Bredow (* 11. März 1899 in Charlottenburg; † 1. Oktober 1958 in Eldhagen) war eine deutsche Landwirtin und Politikerin.

## Leben und Wirken
Maria von Bredow wurde als zweite Tochter des späteren Generals der Kavallerie Anatol Graf von Bredow (* 7. Januar 1859 in Potsdam; † 22. März 1941 auf Gut Seefeld) und der Gertrud von Wedemeyer (* 2. Juni 1864; † 23. August 1930 auf Gut Seefeld), einer Tochter des Ludwig von Wedemeyer auf Schönrade und der Klara von Langenn-Steinkeller, geboren. Ihre ältere Schwester war Catharina Adele Clara von Bredow (* 15. Februar 1894 in Schwedt).
Nach Ende des Ersten Weltkriegs verließ Bredow Metz. Sie lebte zunächst bis 1922 in Posen und dann bis 1945 als Besitzerin des Gutes Seefeld bei Stargard in Pommern, das ihre Nichte Maria von Wedemeyer, die Verlobte Dietrich Bonhoeffers, später als „anerkanntes Musterstück Pommerns“ bezeichnete. Neben der Bewirtschaftung ihres Gutes nahm Bredow Ende der 1920er Jahre das Studium der Rechtswissenschaften auf, dass sie 1930 in Berlin mit der Promotion zum Dr. jur. abschloss. Politisch gehörte sie in der Zeit der Weimarer Republik der Deutschnationalen Volkspartei (DNVP) an.
Erstmals politisch hervor tat Bredow sich 1932 als Autorin der (unter dem Namen Gräfin Bredow) veröffentlichten Broschüre Hitler oder Papen?, die von der Deutschnationalen Schriftenstelle im Vorfeld der Reichstagswahlen vom November 1932 herausgegeben wurde. In dieser Schrift, die zwischen dem 14. Oktober und dem 6. November 1932 entstanden sein muss, unterstützte sie die Politik der Regierung Papen, die sie trotz ihres geringen Rückhalts im Reichstag als eigentliche Willenträgerin des Volkes deutete, indem sie eine Analogie zur Stellung der Regierung Bismarcks während des Preußischen Verfassungskonfliktes in den Jahren 1862 bis 1866 zog, in dem dieser ebenfalls eine große Parlamentsmehrheit gegen sich hatte. Gleichzeitig lehnte sie Hitler als eine fragwürdige Erscheinung ab.
Ende 1932 wurde von Bredow auf Vermittlung ihres Vetters Hans von Wedemeyer Sekretärin von Franz von Papen. Es ist unklar, ob sie noch in der letzten Phase der Kanzlerschaft Papens oder erst nach dessen Demission Anfang Dezember 1932 in seinen Dienst trat. Erwiesen ist, dass sie im Januar 1933 zusammen mit Wedemeyer und Alexander Stahlberg das politische Sekretariat Papens bildete, das in Papens Wohnung in der Wilhelmstraße 74, das Papen auch nach seinem Rücktritt als Kanzler noch bewohnte, untergebracht war. Später gab sie an, dass sie zu dieser Zeit die Absicht gehabt hätte, Papen dazu zu bringen, eine Zusammenarbeit mit Hitler und der NSDAP abzulehnen. Dort erlebte Bredow auch die Verhandlungen mit, die schließlich in der gemeinsamen Regierungsbildung Hitlers und Papens am 30. Januar 1933 mündeten.
Im Laufe des Frühjahrs 1933 verließ Bredow Papens Stab. Dem Stab der im April 1933 gegründeten Vizekanzlei gehörte sie nicht mehr an.
Als die Wohnung der Kommunistin Edith Bodek, bei der Bredow 1933 zur Untermiete wohnte, im Rahmen einer Haussuchung von SA durchsucht wurde, fand man in Bredows Zimmer ein Dokument (Papen-Dokument), dass der Berliner SA-Führer Karl Ernst als Anzeichen der konservativen Opposition zum NS deutete. Nach ihrem Ausscheiden aus der Umgebung Papens zog Bredow sich in ein zurückhaltend gestaltetes Privatleben auf ihrem Gut in Pommern zurück: Die Diktatur Hitlers wertete sie als „die Erfüllung der Sehnsucht des durch den Fortfall der Landesfürsten des Gegenstandes seines Stolzes und seiner Liebe beraubten deutschen Volkes.“
In den weiteren Jahren der NS-Diktatur entwickelte Bredows Betrieb sich weiter positiv: Bei einer Betriebszählung im Jahr 1939 wurde das Gut mit einer Größe von 263 Hektar, 24 Pferde, 100 Rindern und 320 Schweinen beziffert. Neben ihrer landwirtschaftlichen Arbeit begann Bredow sich in den 1930er Jahren auch der Atem-Medizin: Zu diesem Zweck verlagerte sie eine als „Atem-, Sprech- und Gesangschule“ bezeichnete Gymnastikschule auf ihr Gut, auf dem man pneumatologisch korrekt „atmen, sprechen, singen, gehen, lesen, schreiben, essen, husten, niesen und lachen“ lernen sollte.
Bei Kriegsende 1945 floh Bredow aus Pommern. Ihr Gut fiel der kommunistischen Bodenreform anheim. Im August 1945 gelangte Bredow „mit Rucksack und Fahrrad“ nach Stuttgart. Dort gründete sie 1947 zusammen mit Emma Lautenschlager die von der alliierten Besatzungsregierung offiziell am 10. November 1947 im Stadt- und Landkreis Ludwigsburg lizenzierte, sogenannte Neue Partei, in deren Vorstand sie den Vorsitz übernahm. Die Partei, deren Mitglieder sich vor allem aus ihren ehemaligen Gymnastikschülerinnen rekrutierte, organisierte Bredow von dem Stuttgarter Gartenhaus aus, in dem sie damals wohnte. Die Motivation zur Gründung der neuen Partei beschrieb sie mit der Losung: „Man kann nicht jungen Wein in alte Schläuche gießen. In Zeiten tiefer Erschütterung muß etwas neues geboren werden.“ Ferner hob sie auf die Notwendigkeit ab, das weibliche Element in der Politik zu stärken, um so die Mäßigung und den Ausgleich zu erzeugen, deren Fehlen ihrer Auffassung zufolge, in der Vergangenheit zu einer männlichen Übersteigerung geführt habe, die die Wurzel der Extreme in der Vergangenheit gewesen sei. Inhaltlich wollte sie die Neue Partei zwischen Sozialdemokraten und Demokraten positionieren: Sie befürwortete die Sozialisierung bestimmter Monopolbetriebe, legte aber auch Wert auf die Erhaltung des freien Unternehmertums. Das weitere Programm der Partei kreiste um Frieden und wirtschaftliche Neuordnung. Organisatorisch wandte Bredow sich gegen die Idee einer Parteibürokratie, was sie mit der Meinung begründete, dass eine Partei niemals Selbstzweck sein dürfe, sondern die Aufgabe habe erfahrene Menschen in öffentliche Ämter zu bringen, damit sie dort zum Wohle des ganzen Volkes wirken könnten.
Die Aufgabe der Partei erblickte sie wiederum darin, durch den Aufbau einer starken Opposition zur württembergischen Landesregierung, das Prinzip der Opposition zu reetablieren, eine Aufgabe, die die an der Landesregierung beteiligten Parteien aufgrund ihrer Zugehörigkeit zur Regierung nicht zu leisten in der Lage seien. Bei den Stuttgarter Gemeindewahlen im Dezember 1947 stellte die Neue Partei den Journalisten Erich Brazel, einen ehemaligen Mitarbeiter des Flammenzeichen, dem württembergischen Pendant des Stürmers als Spitzenkandidaten auf. Bei den Wahlen erzielte die Neue Partei knapp 9.000 Stimmen, d. h. 4,2 % der abgegebenen Stimmen, und erhielt damit zwei Sitze in der Abgeordnetenversammlung – zog Bredow sich wieder aus der Politik zurück.
In ihren letzten Lebensjahren war Bredow Leiterin der Nepomukschule.

## Schriften
- Verminderung der Schadensersatzpflicht als Folge von Rechtsverhältnissen des Geschädigten zu Dritten. Dissertation. 1930.
- Glaubst du an Hitler? 1932.
- Hitler oder Papen? 1932. (unter dem Namen Gräfin Bredow)